# Pente (Adelsgeschlecht)

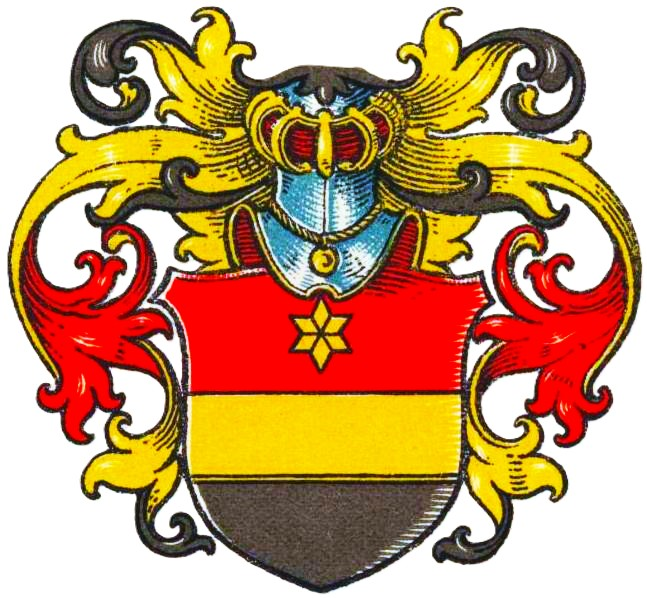
Wappen derer von Pennte im Wappenbuch des Westfälischen Adels

Pente (auch Pennte, Pennete, Pennthe, Pennethe o. ä.) ist der Name eines erloschenen niedersächsischen Adelsgeschlechts.

## Geschichte
Das Geschlecht stammt aus dem namensgebenden Pente, heute ein Ortsteil von Bramsche, Landkreis Osnabrück. Die Familie war auch im Niederstift Münster begütert. U. a. ertauschte die Familie 1306 vom Kloster Malgarten gegen Eigenbesitz in Pente das Gut Lage in Essen im südoldenburgischen Landkreis Cloppenburg. Vermutlich war es Hermann von Pente, Burgmann von Quakenbrück und Vechta, der um 1350 eine Burg zu Lage erbaute. In der zweiten Hälfte des 14. Jahrhunderts fiel Lage durch Erbschaft an die Familie Lutten.
1308 erscheinen die Brüder Gerhardus und Arnoldus dicti de Pente als Urkundenzeugen. 1320 werden ein Ritter Wescelus genannt de Pennete und sein Sohn Gottschalk urkundlich erwähnt, als ihnen vor dem Drosten und den Burgmannen zu Vechta ein Zehnt in Halen, Kirchspiel Emstek, und ein Zehnt in Borsele überlassen wurde. Tatsächlich war Wessel von Pente selbst Burgmann zu Vechta. Außerdem war er Stifter des Altars der elftausend Jungfrauen in Quakenbrück. Neben Sohn Gottschalk hatte er noch einen weiteren Sohn namens Friedrich und eine Tochter namens Mechtild von Pente. 1326 wurden Friedrich und Mechtild von Pente von den Brüdern Johann III. und Christian IV., Grafen von Oldenburg und Delmenhorst, mit dem Bischof Ludwig II. von Münster gegen andere Ministerialen eingetauscht. Knappe Friedrich von Pente war danach Vogt von Wildeshausen und gewährte den Osnabrücker Bürgern 1333 für den Besuch des Ulrichsmarktes in Wildeshausen freies Geleit. Wessels Sohn Gottschalk von Pente erscheint 1339 zusammen mit seiner Frau Christine und seinen Söhnen Wessel, Nicolaus, Hermann und Rabodo in mehreren Immobilienkäufen. Sie kauften ein Eigengut in Bakum-Schledehausen mit den dazugehörigen Leuten und allem Zubehör, das Haus Copes in Garte, Kirchspiel Emstek, mit Zubehör, das hus thor Stacgenborch, Bauerschaft Brockdorf bei Lohne mit aufsitzenden Familie sowie ein Erbe zu Mühlen (Hof Meyer) mit der aufsitzenden Familie. Ein Jahr später, 1340, kaufte derselbe Gottschalk von Pente, nun als Knappe erwähnt, von einem Knappen Rabodo von Pente, dessen Frau Ermegardis und ihren Töchtern Mechtild und Kunigunde Einkünfte aus einem Hof in Sevelten bei Cloppenburg und fünf Ackerstücke, die bisher zum Hof genannt Wostenhove im Kirchspiel Friesoythe gehörten. Neben den genannten Töchtern hatten die Eheleute auch einen Sohn namens Johann von Pente sowie eine weitere Tochter namens Alveradis, die 1337 mit Johannes Rode verheiratet war. Im selben Jahr verkauften den Eheleute Rabodo und Ermgardis zusammen mit ihrer Tochter Mechtild dem Hermann von Pente und dessen Frau Jutta den Kotten Gerhardi thor Plucke mit allen Leuten und Zubehör. Ein paar Jahre später muss Gottschalk von Pente ein zweites Mal geheiratet haben, denn ab 1342 bis 1359 erscheint er mehrfach zusammen mit einer Ehefrau namens Elisabeth/Elseke, teilweise auch zusammen mit den Kindern aus seiner ersten Ehe.
Von den Söhnen Gottschalks und Christines erscheinen Nikolaus (Clawze) von Pente mit seiner Frau Bertha bei einem Hauskauf 1363 sowie der Knappe Rabodo von Pente und seine Frau Lucke, als sie 1372 dem Gerd von Pente und dessen Frau Jutta gestatteten, ihr Haus zu Vechta zurückzukaufen. 1383 war derselbe Knappe Rabodo von Pente Burgmann zu Vechta.
Als Letzter der Familie erscheint ein zu Osnabrück wohnender Ebbecke van Pennete im Jahr 1452.

## Wappen
Blasonierung: Von Rot über Schwarz geteilt. Auf der Teilungslinie ein goldener Balken, oben ein goldener Stern. Der Helm mit schwarz-rot-goldenen Helmdecken. Die Helmzier ist nicht überliefert.
Das Wappen ist auf einem alten Portrait aus der Familie von Kettler dargestellt. Das Familienwappen derer von Pente floss in die Gestaltung des Wappens von Essen (Oldenburg) ein.